# Les Salelles (Lozère)
Les Salelles (okzitanisch: Las Salèlas) ist eine französische Gemeinde mit 166 Einwohnern (Stand: 1. Januar 2022) im Département Lozère in der Region Okzitanien (vor 2016: Languedoc-Roussillon). Sie gehört zum Kanton Bourgs sur Colagne im Arrondissement Mende. Die Einwohner werden Salellois genannt.

## Geografie
Die Gemeinde Les Salelles liegt im Gévaudan als Teil des Zentralmassives am Fluss Lot, 26 Kilometer westlich von Mende. Umgeben wird Les Salelles von den Nachbargemeinden Saint-Bonnet-de-Chirac im Norden, Palhers im Nordosten, Chanac im Osten und Süden, La Canourgue im Süden und Südwesten sowie Bourgs sur Colagne im Westen und Nordwesten.

## Bevölkerungsentwicklung
| Jahr                       | 1962 | 1968 | 1975 | 1982 | 1990 | 1999 | 2006 | 2015 | 2022 |
| -------------------------- | ---- | ---- | ---- | ---- | ---- | ---- | ---- | ---- | ---- |
| Einwohner                  | 183  | 149  | 118  | 90   | 99   | 118  | 148  | 167  | 166  |
| Quellen: Cassini und INSEE |      |      |      |      |      |      |      |      |      |

## Sehenswürdigkeiten
- Kirche Notre-Dame-de-Bon-Secours aus dem 14. Jahrhundert
- Serbisch-orthodoxe Kirche Saint-Vincent-de-Lérins et Saint-Guilhem-du-Désert des serbischen Klosters Saint-Nectaire-Saint-Patapios im Ortsteil Larbussel

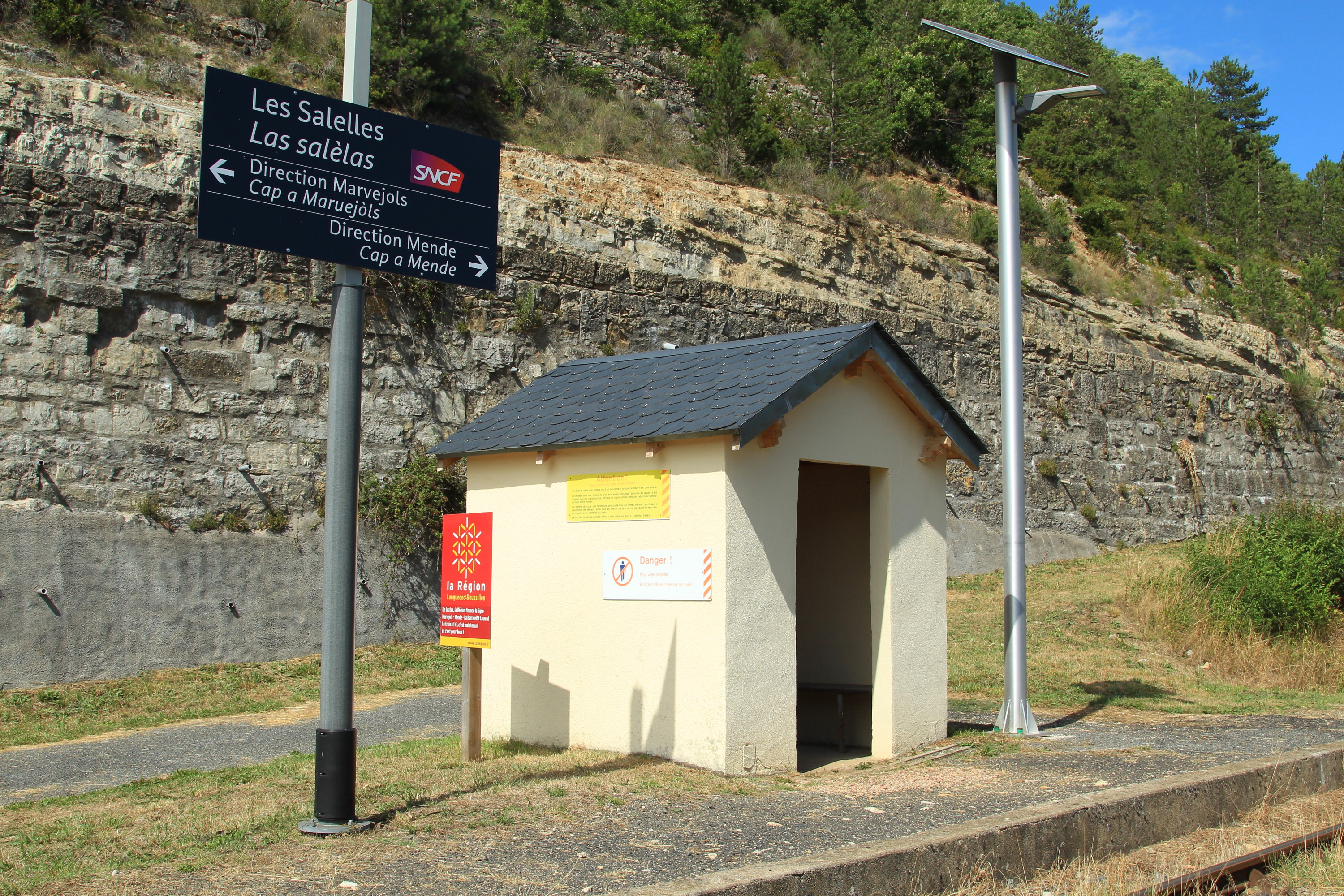
Bahnstation Les Salelles